# 满洲电信电话
满洲电信电话株式会社，简称电电会社、满洲电电，是控制满洲国电讯、广播网络的中枢和经营电气通信业务的国策会社。

## 历史
奉系军阀的东三省政府治下的广播业务始于1920年代。1925年，东三省政府制定计划在哈尔滨和奉天设立广播电台。1927年10月，在哈尔滨开始使用COHB的呼号进行试验广播，后来成为哈尔滨放送局。奉天最早的广播电台设立于1928年，名为沈阳广播电台，位于奉天商埠地西端的马路湾地区，呼号为COMK。:2
满洲事变（“九·一八”事变）之后，日本全面控制中国东北的电信、广播网络，1932年提出《对满洲国通信政策》，声称“帝国在满最高指导机关应是日本人，特别是帝国将校参与满洲国电信电话公司的创设和经营”。1933年3月26日，日本政府与满洲国政府签订《关于设立日满合办通信公司的决定》，后来又将原设在大连的股份有限公司迁移到新京（今长春）。由日本政府、满洲国政府、满铁、日本放送协会、朝鲜银行等单位出资，于当年9月1日成立满洲电信电话株式会社，名义上是合办，实际上由日本一手控制和包办。
该会社设总裁一人，设有经理部、技术部、放送部、电务部和总务部。此外，还有社员养成所、技术研究所各一处。在大连、奉天（今沈阳）、新京、哈尔滨、牡丹江、齐齐哈尔、承德设立七个管理局。电电会社经过一年多的发展，于1934年8月1日，把电报业务划分为官报和私报，同时还开展了国际电报业务。1935年12月12日13时，开通了新京至巴黎间的国际电报业务，这在当时也算是电信业务的一种先进标志。1945年8月，日本战败投降，蘇聯紅軍接收电电会社，电电会社成為事實上的消滅公司，法理上消滅的日期不詳。

## 会社机构及相关建筑
电电会社本部时称“电电大楼”，旧址位于新京市大同广场西侧（今长春市人民广场西侧的人民大街2599号），大楼建成于1935年，建筑面积一万八千余平方米，钢筋混凝土结构，地上四层、地下一层，顶部塔楼三层，外墙黄色瓷砖敷面，整体平面呈凹形。新京中央放送局（广播电台）当时也设在该楼北翼。该楼现为中国联通长春分公司驻地，被定为长春市级文物保护单位。
新京中央电报局是电电会社的附属机构，从事于电报和长途通信业务。中央电报局（电报大楼）位于新京市兴安大路（今长春市西安大路331号），建于1942年，建筑面积一万一千余平方米，地下一层，地上原为四层，1986年接建一层。外墙青灰色瓷砖敷面，整体平面呈L形。大楼现为中国移动通信长春分公司驻地，也是长春市级文物保护单位。
电电会社宽城子送信所，为1934年建立的无线电发射台，中华人民共和国成立后改称国家广电总局523电台，2006年迁离。该电台主楼位于今长春市亚泰北大街庆丰路口西北，为风格独特的二层建筑。
电电会社孟家受信所，为无线电接收台，原位于今长春市孟家屯电台街南端西侧电台村附近，现旧迹已无。

## 放送局（广播局）
- 大连中央放送局 JQAK
- 安东放送局 JQBK
- 奉天中央放送局 MTBY 1928.3.

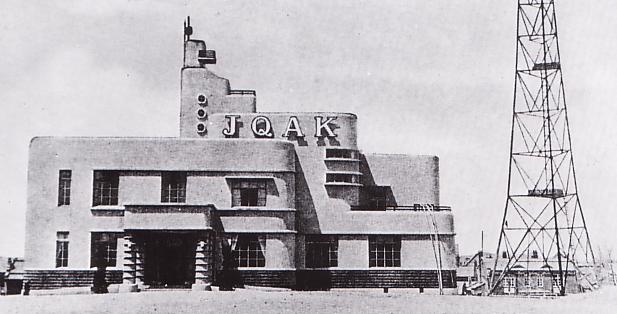
大连放送局旧址，现为大连广播电视台经营管理中心

- 新京中央放送局 MTCY 1933.9.15
- 哈尔滨中央放送局 MTFY 1927.
- 牡丹江放送局 MTGY 1937.6.
- 承德放送局 MTHY 1937.7.22
- 延吉放送局 MTKY 1938.4.1
- 齐齐哈尔放送局 MTLY 1938.4.1
- 佳木斯放送局 MTNY 1938.4.1
- 锦县放送局 MTOY 1939.1.
- 营口放送局 MTPY 1939.2.1
- 富锦放送局 MTQY 1939.10.
- 海拉尔放送局 MTRY 1938.12.25
- 黒河放送局 MTSY 1938.12.20
- 通化放送局 MTTY 1940.11.20
- 北安放送局 MTUY 1941.2.10

## 历任领导
- 總裁 山内静夫 1933年8月31日 -
- 總裁 吉田悳 1945年3月2日 -
- 副總裁 三多 1933年8月31日 -
- 副總裁 進藤誠一
- 副總裁 齐默特色木丕勒 1941年3月 - 1942年3月
- 理事 井上乙彦 1933年8月31日 -
- 理事 前田直造 1933年8月31日 -
- 理事 西田猪之助 1933年8月31日 -
- 理事 瀬田常男
- 理事 大内誠三